# 後藤仁
後藤仁（日语：／ Gotō Jin，1968年6月18日—）是一位日本艺术家、日本画・美人画・绘本画家。他曾就学于东京艺术大学。师从村上隆、後藤純男。现任东京艺术大学设计部讲师，东京造形大学绘本（图画书）讲师。

## 作品

### 日本画
- 《美村（越南）》2008年
- 《长发妹-侗族琵琶歌（中国・侗族）》2009年
- 《库玛丽（尼泊爾）》2010年

### 绘本（图画书）
- 《长发妹（中国・侗族民間故事）》绘:後藤仁　文:君島久子　搜集:肖甘牛・潘平元、2013年2月、福音館書店（日本国）出版。[5]
- 《变成狗的王子／青稞种子的来历─阿初王子（青稞种子的由来、犬王子／中国・藏族民间故事）》绘:後藤仁　文:君島久子、（ISBN 978-4-00-111242-9）2013年11月、岩波書店（日本国）出版。[6] 慕尼黑国际儿童图书馆　国际推荐的儿童图书目录2014（Internationale Jugendbibliothek München - The White Ravens 2014）。[7]
- 《青蛙绿马（中国原创绘本精品系列／中国・藏族民间故事）》绘:后藤仁　文:唐亚明、（ISBN 978-7-5597-2468-7）2022年3月、浙江少年儿童出版社・小活字（中国）出版。[8] 百班千人41期1年级共读小学生经典课外读物名师 推荐。
- 《彩虹的姑娘（花边姐姐）中国・苗族民间故事》绘:后藤仁　文:宝迫典子、（ISBN 978-4-7764-1138-3）2024年7月、BL出版（日本国）出版。 日本政府 儿童家庭厅 儿童家庭审议会 “希望孩子们读的书” 令和6年度 2024年度 儿童家庭厅 儿童家庭审议会推荐 儿童福利文化遗产【特别推荐】／日本政府 儿童家庭厅【令和７年度 2025年度 儿童福利文化奖 推荐作品】选定・得奖。[9]

## 脚注
1. ↑  《GRAPHIC日本画年鑑》2005年版～2014年版、マリア書房（日本国）
2. ↑  《月刊ボザール（月刊美术）》後藤仁特集、2004年8月320号・2005年12月336号、社団法人美术愛好会（日本國）
3. ↑  .   [2017-10-31]. （原始内容存档于2022-06-10）.
4. ↑  .   [2017-03-30]. （原始内容存档于2021-03-23）.
5. ↑  [.   [2017-03-30]. （原始内容存档于2022-05-07）. 株式会社福音館書店（日語）]
6. ↑  [.   [2019-04-10]. （原始内容存档于2020-11-06）. 株式会社岩波書店（日語）]
7. ↑  [.   [2020-08-27]. （原始内容存档于2022-05-07）. 慕尼黑国际儿童图书馆　国际推荐的儿童图书目录2014（英文）]
8. ↑  [.   [2022-03-27]. （原始内容存档于2022-05-07）.]
9. ↑  [ (PDF).   [2025-05-24]. （原始内容 (PDF)存档于2025-05-24）. 日本政府 儿童家庭厅 儿童家庭审议会 “希望孩子们读的书” 令和6年度 2024年度 儿童家庭厅 儿童家庭审议会推荐 儿童福利文化遗产【特别推荐】／日本政府 儿童家庭厅【令和７年度 2025年度 儿童福利文化奖 推荐作品】选定・得奖（日語）]